# Oziorsk (Kaliningrado)
Oziorsk (en ruso: Озёрск), conocida de manera oficial hasta 1938 como Darkehmen (en alemán: Darkehmen; en lituano: Darkiemis, en polaco: Darkiejmy) y renombrada brevemente como Angerapp, es una pequeña ciudad en la orilla del río Angrapa, que forma parte y es el centro administrativo del distrito de Oziorsk en el óblast de Kaliningrado, Rusia.  La población de la ciudad es de 4.740 según el censo de 2010.

## Geografía
Oziorsk está ubicada en el río Angrapa cerca de la frontera con el voivodato de Varmia y Masuria, Polonia. Se encuentra a 120 kilómetros al sureste de Kaliningrado.

## Historia

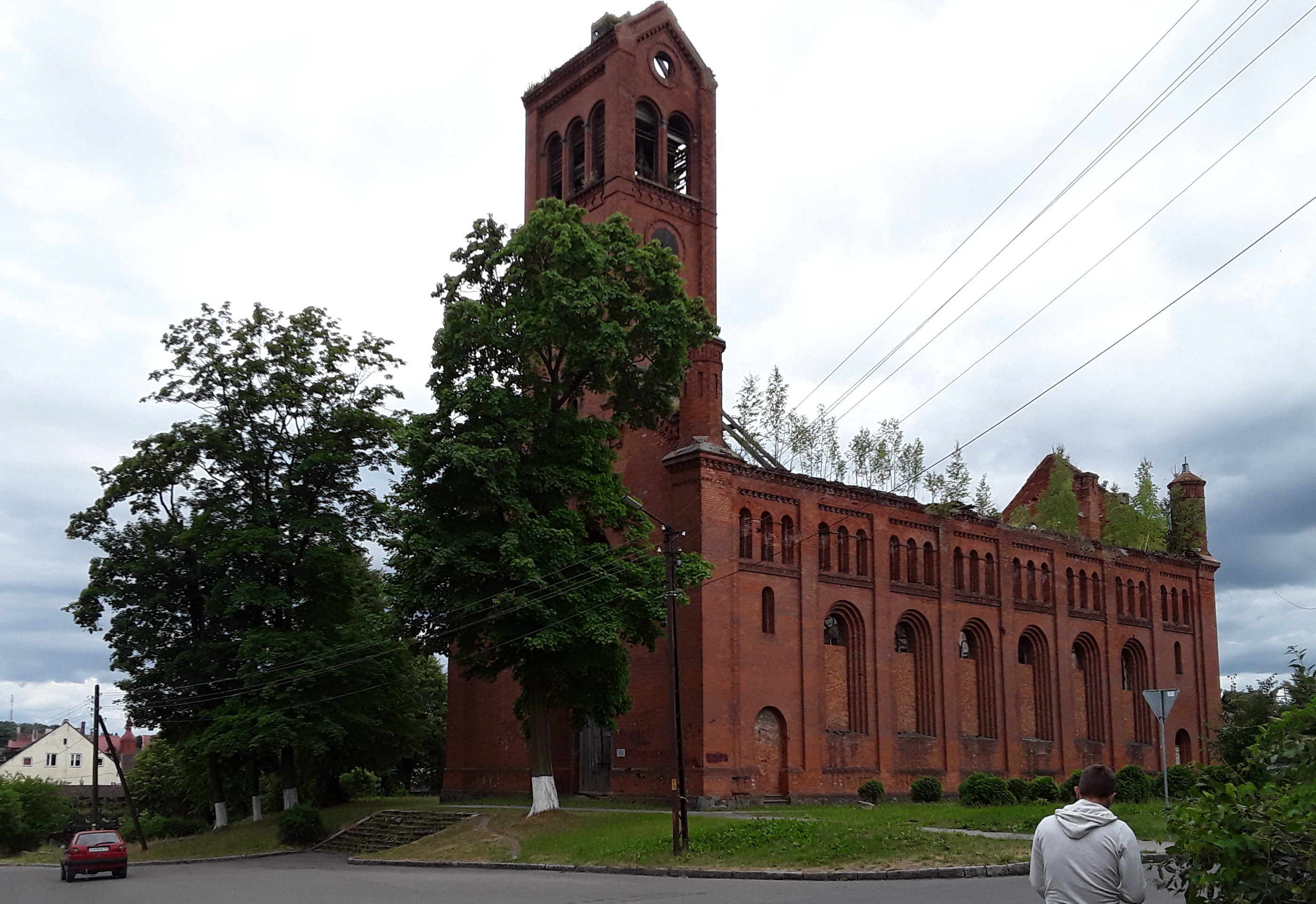
Ruinas de la Iglesia de Darkehmen

Antes de la llegada de la Orden Teutónica, la región del valle del río Angrapa estaba habitada por los nadruvianos, una de las antiguas tribus bálticas, como lo evidencian restos arqueológicos de asentamientos y fortificaciones hallados en la zona. El dominio de la Orden se consolidó hacia 1388, aunque la ciudad aparece mencionada por primera vez en documentos en 1539 con el nombre de Darkyem.
En 1454, durante el conflicto entre la Confederación Prusiana y la Orden Teutónica, el rey Casimiro IV Jagellón incorporó la región al reino de Polonia. Tras la Guerra de los Trece Años (1454-1466), el territorio pasó a formar parte del estado polaco como feudo administrado por la Orden. En 1525, con la secularización de la Orden Teutónica, se integró al recién creado Ducado de Prusia, vasallo de Polonia.
La población fue colonizada gradualmente por lituanos, polacos y alemanes. La primera iglesia cristiana se construyó en 1615. Desde 1701, el asentamiento pasó a formar parte del Reino de Prusia, y en 1724 recibió los derechos de ciudad por orden del rey Federico Guillermo I de Prusia. Se implementó entonces un plan urbano regular, con una plaza de mercado central. En 1725, de los 742 habitantes registrados, 103 eran inmigrantes procedentes de Salzburgo.
Durante el siglo XIX, la ciudad experimentó un desarrollo limitado debido a la competencia industrial del oeste de Alemania, lo que llevó al cierre de algunas manufacturas locales como la producción de cuero y tejidos. Sin embargo, hacia 1880, contaba con una pequeña central hidroeléctrica que suministraba luz al pueblo, aprovechando el molino de agua sobre el Angrapa. A finales del siglo, se celebraban nueve ferias anuales, lo que indica una actividad comercial relevante.
Durante la Primera Guerra Mundial, la ciudad sufrió graves daños, pero fue reconstruida en el periodo de entreguerras siguiendo los principios de la ciudad jardín, con el apoyo financiero del ayuntamiento de Dresde.
Entre 1871 y 1945, Darkehmen perteneció al Imperio Alemán, integrado en la provincia de Prusia Oriental. Durante el periodo nazi, funcionaron en la ciudad dos campos del Reichsarbeitsdienst, el servicio laboral obligatorio del Tercer Reich.
En el marco de la Ofensiva de Prusia Oriental, la ciudad fue ocupada por tropas del Ejército Rojo (3.er Frente Bielorruso) el 23 de enero de 1945. Inicialmente fue asignada a Polonia y se la denominó Darkiejmy, pero tras la Conferencia de Potsdam pasó a formar parte de la Unión Soviética. La población alemana fue expulsada y en 1946 el asentamiento fue rebautizado oficialmente como Oziorsk (Озёрск).

## Demografía
En el pasado la mayoría de la población estaba compuesta por alemanes, pero tras el fin de la Segunda Guerra Mundial fueron expulsados a Alemania y se repobló con rusos. Según el censo de 2010 el 85,7% de la población son rusos, 3,8% de bielorrusos, 3,1% de ucranianos, el 2,1% de polacos, el 2% son armenios y el 1,2% alemanes
| Gráfica de evolución de Oziorsk entre 1816 y 2010 |
|                                                   |

## Economía
La ciudad tiene una pequeña presa hidroeléctrica Ozerskaya en el río Angrapa, creada en 1880 y reconstruida en 2000, que proporciona hasta el 40% del consumo de electricidad del parque de viviendas de la ciudad.

## Infraestructura

### Arquitectura y monumentos
Uno de los principales elementos arquitectónicos en Oziorsk son las ruinas de la iglesia de Darkehmen, un templo luterano construido en el siglo XVIII en estado de conservación muy malo (el techo se derrumbó en 1994).

## Personas destacadas
- Maximiliano de Baden (1867-1929): margrave de Baden y canciller del Imperio alemán en 1918.
- Gustav Bauer (1870-1944): político alemán que fue canciller de Alemania desde 1919 hasta 1920 por el SPD:
- Heinz Ziegler (1894-1972): general alemán de la Wehrmacht de la Alemania nazi durante la Segunda Guerra Mundial.
- Serguéi Skripal (1951): exoficial de inteligencia militar ruso que actuó como un agente doble para el MI6 del Reino Unido.

## Galería

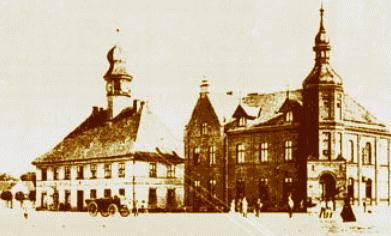
Ayuntamiento y oficina postal en 1910
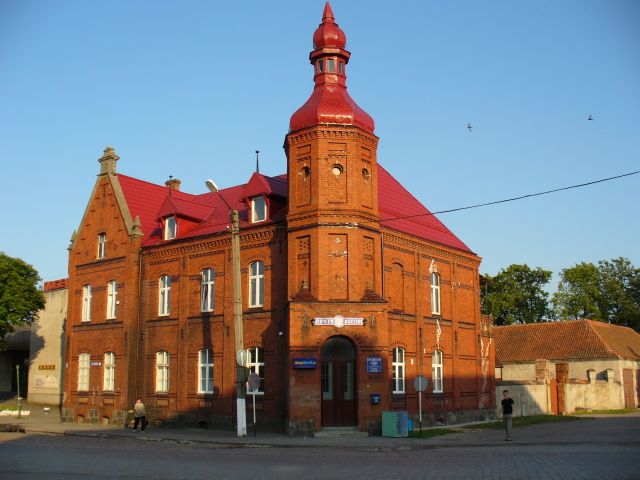
Antigua oficina de correos
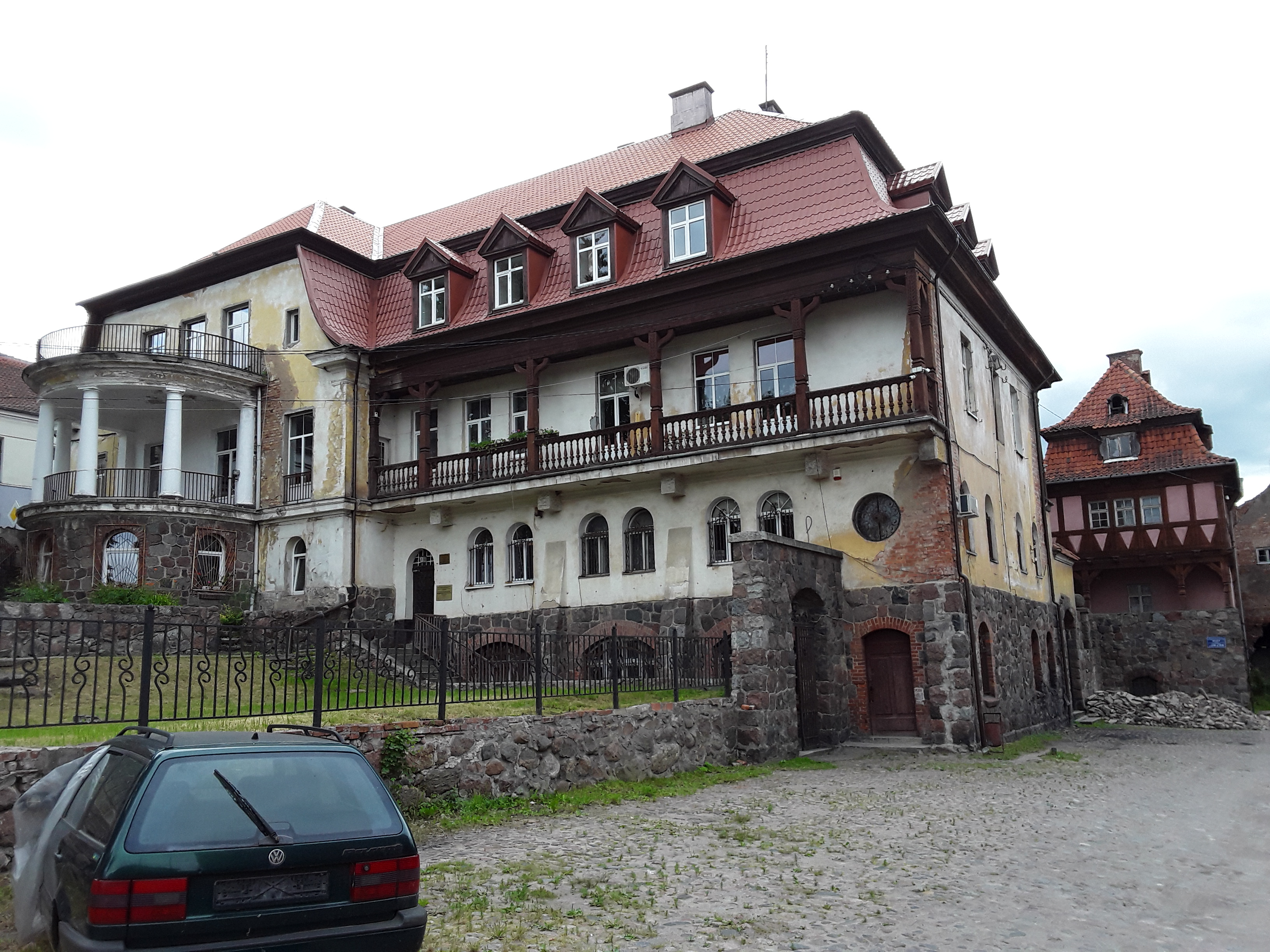
Antigua construcción alemana
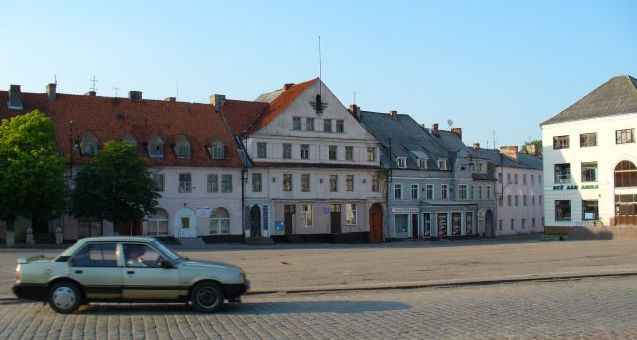
Antigua Marktplatz
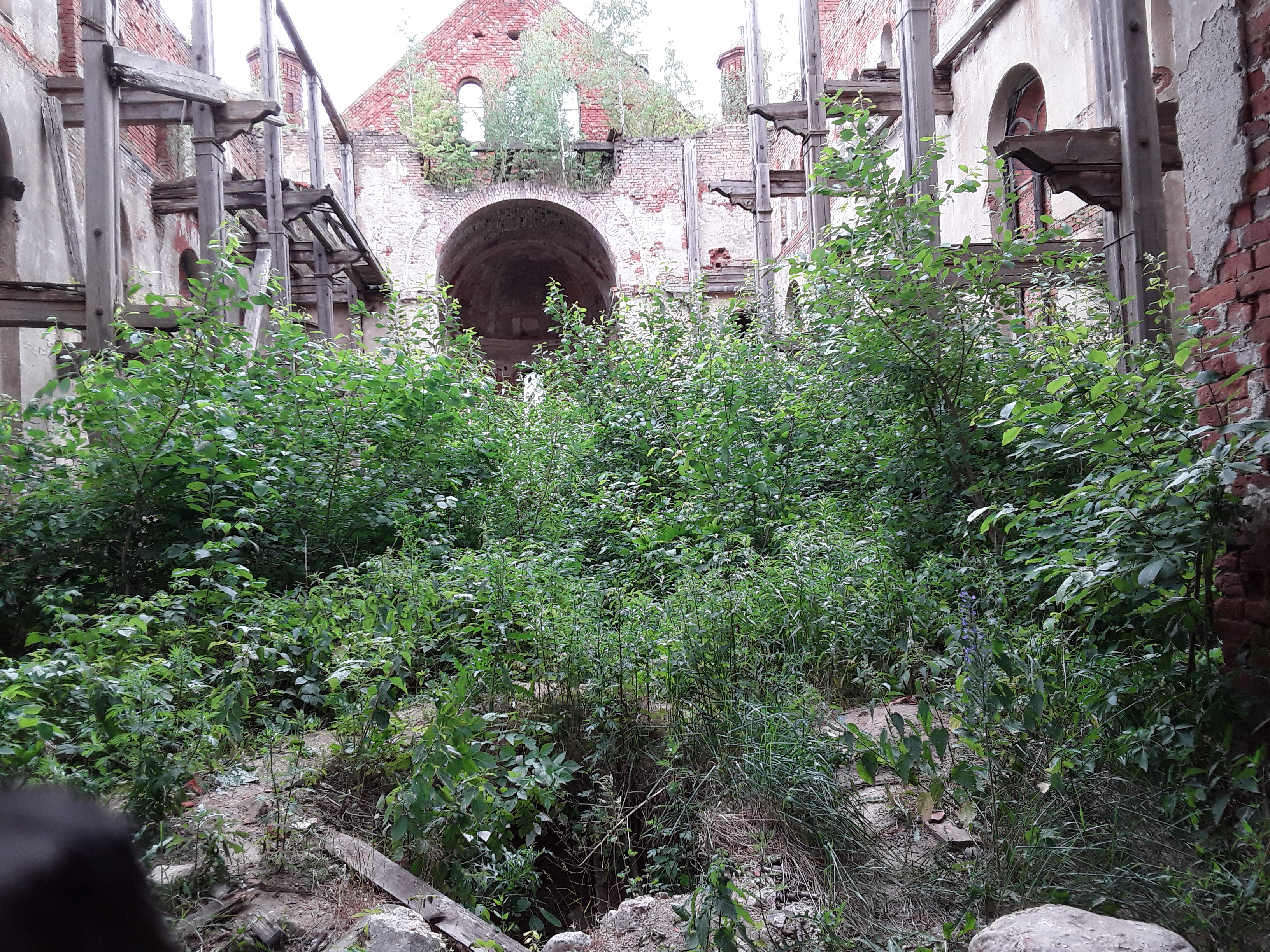
Interior de las ruinas de la iglesia de Darkehmen

## Ciudades hermanadas
Oziorsk están hermanadas con las siguientes ciudades:
- Ełk, Polonia.